# Nathan Cassuto
Nathan Cassuto (Firenze, 11 ottobre 1909 – Groß Rosen, febbraio 1945) è stato un medico e rabbino italiano, membro della DELASEM, vittima dell'Olocausto, morto nei campi di sterminio nazisti.

## Biografia
Nathan Cassuto nacque a Firenze, figlio del rabbino e studioso dell'ebraismo Umberto Cassuto e Bice Corcos. 
Il giovane Cassuto frequentò contemporaneamente e con eguale successo la Facoltà di Medicina dell'Università e il Collegio Rabbinico Italiano di Firenze. Conseguito il titolo di "maskil" nel 1928 e laureatosi in medicina nel 1933, si specializzò in oculistica, pubblicando i suoi primi lavori scientifici, mentre continuava gli studi ebraici al Collegio Rabbinico Italiano di Roma. La sua carriera in campo medico venne però stroncata dalla promulgazione delle leggi razziali fasciste nel 1938, che gli negarono il passaporto proprio nel momento in cui gli era stata offerta una borsa di studio per recarsi presso il Rockfeller Institute a New York. Completati gli studi rabbinici a Roma nel 1939, accettò allora l'incarico di vice-rabbino a Milano e di insegnante nella locale scuola ebraica.
A Milano Nathan e la moglie Anna Di Gioacchino (con i figli Susanna, David e Daniele) condividerono lo stesso appartamento con i cognati Saul Campagnano e Ulda Cassuto (e i loro figli Sara e Reuven). Quando nel 1943 Nathan fu nominato rabbino-capo di Firenze anche i cognati vennero con loro nel capoluogo toscano.

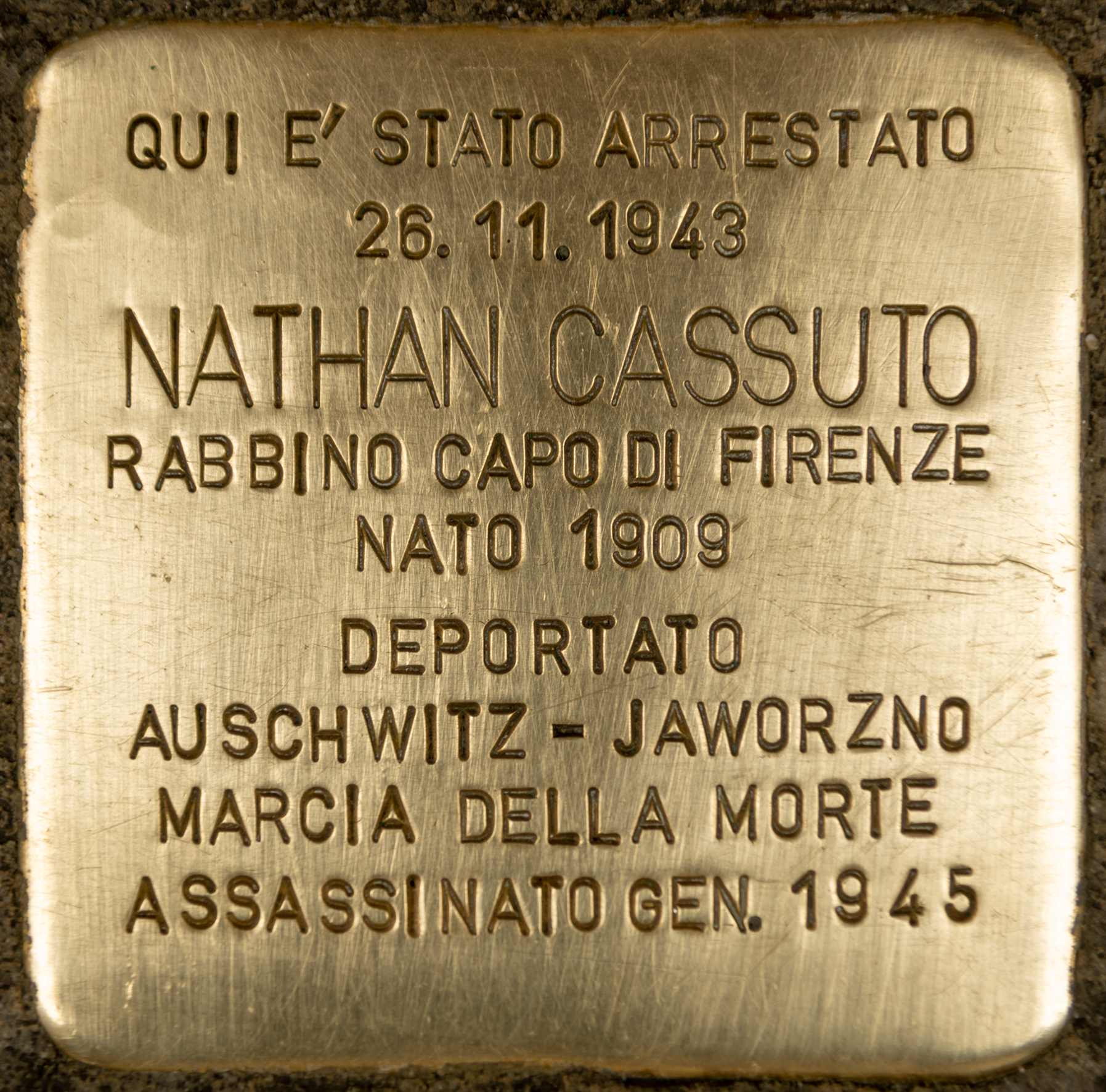
Pietra d'inciampo di Nathan Cassuto, in via de' Pucci a Firenze

Dopo l'8 settembre 1943, grazie agli ottimi rapporti intessuti con il cardinale Elia Dalla Costa e ai collegamenti che Raffaele Cantoni garantiva con Giorgio Nissim e la centrale DELASEM a Genova, Nathan Cassuto offrì una pronta reazione alla crisi, evitando che la comunità fiorentina, a differenza di altre comunità italiane, si facesse trovare totalmente impreparata di fronte alle deportazioni. Cosciente della drammaticità della situazione, invitò prontamente e energicamente i propri correligionari a lasciare le loro case e a nascondersi. Assieme al cognato ebbe un ruolo di primo piano nel comitato locale della DELASEM, impegnandosi in prima persona per distribuire gli aiuti necessari e fornire alloggio e documenti falsi, trovando collaborazione nella popolazione e nel clero fiorentini. Ulda e Anna (che nell'ottobre 1943 diede alla luce un'altra figlia, Eva) trovarono alloggio con i bambini presso il convento della Calza, con false generalità. 
Traditi da un delatore, diversi membri del comitato DELASEM di Firenze (inclusi Nathan Cassuto, don Leto Casini e altri) vennero arrestati il 26 novembre 1943 nella sede dell'Azione cattolica in via dei Pucci 2, dove il gruppo era riunito. Tre giorni dopo con un inganno vennero arrestati in piazza della Signoria anche Saul Campagnano, Anna Cassuto e Raffaele Cantoni, che cercavano di avere notizie di Nathan. Del gruppo il solo Raffaele Cantoni riuscì a fuggire durante il trasporto ad Auschwitz e a riprendere il suo ruolo di organizzatore della DELASEM a Milano e quindi dalla Svizzera. Per gli altri ci fu la deportazione nei campi di concentramento.
Saul Campagnano venne inviato immediatamente già nel dicembre 1943 ad Auschwitz dove morì il 6 marzo 1944. Nathan Cassuto e la moglie (riunitisi nel carcere di San Vittore a Milano) vennero anch'essi deportati ad Auschwitz con un trasporto successivo, il 30 gennaio 1944. La presenza di Cassuto è documentata in vari campi di concentramento. Nathan alfine morì nel febbraio 1945 nel campo di concentramento di Gross Rosen. La moglie Anna invece riuscì a sopravvivere e, liberata a Terezin dagli Alleati, a far ritorno a Firenze nel 1946.
Ulda Cassuto intanto si era ritrovata sola a Firenze a prendersi cura di sei bambini piccoli. Con l'aiuto della DELASEM, i maschi vennero affidati ciascuno ad una diversa famiglia non ebrea (David con la famiglia Colzi, Daniel con la famiglia Santerini, Reuven con la famiglia Billour). Eva venne messa a bàlia in un piccolo paese alle porte di Firenze ma purtroppo morì a quattro mesi per un'infezione polmonare. Le bambine, Susanna e Sara, furono collocati in un orfanotrofio religioso cattolico fuori Firenze, dove anche Ulda visse per qualche tempo onde poi trascorrere il resto della guerra in diverse località in Firenze.
Terminata la guerra Anna e Ulda Cassuto si trasferirono con i bambini in Israele, dove Anna, sopravvissuta ai campi di sterminio, trovò la morte solo tre anni dopo il 13 aprile 1948 durante un attacco ad un convoglio medico durante la guerra d'indipendenza d'Israele.

## Onorificenze
Con decreto del 14 maggio 1988 il Presidente della Repubblica Francesco Cossiga ha disposto il conferimento della medaglia d'argento al merito civile alla memoria del dott. Nathan Cassuto, con la seguente motivazione:

## Riconoscimenti e memoria

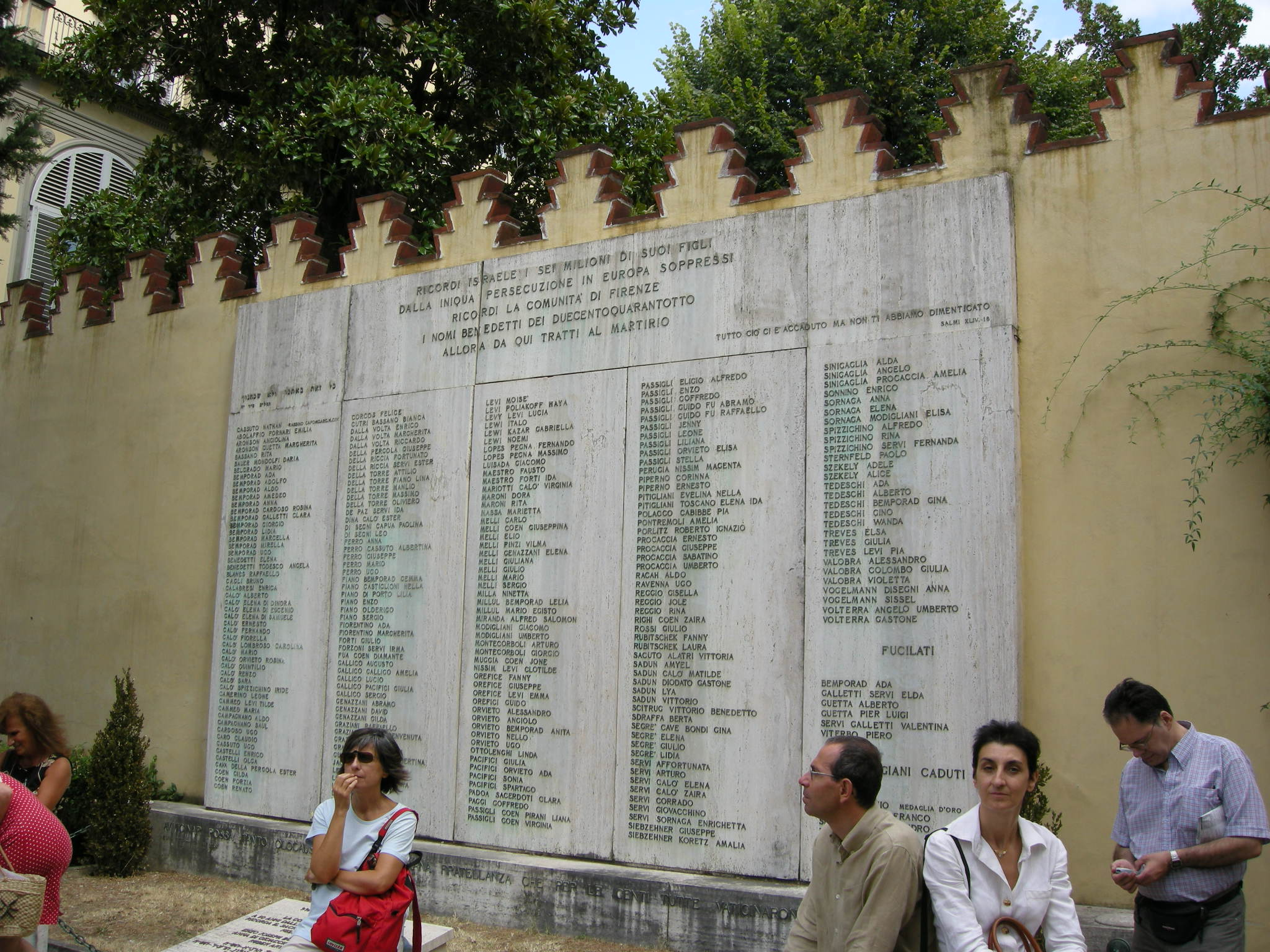
Lapide con i nomi delle vittime della Shoah nel giardino del Tempio maggiore israelitico di Firenze

Dopo la guerra, una lapide in memoria delle 248 vittime della Shoah della comunità ebraica di Firenze, con i loro nomi incluso il rabbino Nathan Cassuto, fu collocata nel giardino del Tempio maggiore israelitico di Firenze.
Nel 2005, nel 60º anniversario della liberazione, il Comune di Firenze pose una lapide sulla facciata del Liceo classico Michelangelo in memoria di alcuni ex allievi considerati martiri del nazi-fascismo (oltre a Cassuto, Gianfranco Mattei e le medaglie d'oro al valor militare Anna Maria Enriques Agnoletti, Enrico Bocci e Mario Sbrilli), i quali «già studenti di questo liceo durante la guerra di liberazione 1943-1945 scelsero la via della resistenza e della lotta per la libertà, la giustizia e la democrazia. Catturati dai nazifascisti, la loro giovane vita fu spezzata in carcere,
nei campi di sterminio o sotto il piombo nemico». Il Comune di Firenze ha anche dedicato a "Nathan Cassuto, rabbino e medico", una via adiacente al quartiere dove sorge il Tempio maggiore israelitico di Firenze.
Il 30 gennaio 2011, un convegno organizzato dalla Comunità ebraica di Firenze nelle sale comunitarie di via Farini, ha ricordato la vita e l'opera di Nathan Cassuto nel contesto delle manifestazioni promosse dal Comune di Firenze per l'annuale Giorno della Memoria.

## Opere scientifiche
- La tonoscopia retinica, Firenze: Bemporad, 1938 (in collaborazione con F. Orzalesi, pref. di L. Bardelli).
- Cheratite disciforme bilaterale, in Bollettino d'oculistica, a. 17, n. 1, gennaio 1938.